# 拉多尔德
拉多尔德（義大利語：Radoaldo，– 651年），或称贝内文托的拉多尔德，是自646年至651年去世时的贝内文托公爵。他是弗留利的吉苏尔夫二世（Gisulf II of Friuli）和弗留利的罗米尔达（Romilda of Friuli）的三子。
610年，在他的父亲弗留利的吉苏尔夫二世被阿瓦尔人杀害后，拉多尔德与他的三个兄弟（弗留利的卡科（Kakko of Friuli）、弗留利的塔索（Tasso of Friuli）和格里摩尔德（Grimoald））被关押并被计划消灭。在4人试图逃脱之后，卡科和塔索共同成为了弗留利公爵。拉文纳主教格里高利（Gregory）在奥德尔佐将卡科和塔索杀害后，他们的叔叔，即吉苏尔夫二世的弟弟格拉索夫二世（Grasulf II）成为弗留利公爵。由于不愿意臣服于他们的亲戚格拉索夫二世，拉多尔德与其弟弟格里摩尔德来到贝内文托公国，请求当地公爵阿雷奇斯一世（Arechis I）的庇护，阿雷奇斯一世收留并领养了他们。
由于继任的贝内文托公爵，阿雷奇斯一世的儿子艾尤夫一世（Aiulf I）精神状态不稳定，于是拉多尔德与其弟弟格里摩尔德帮助其摄政。
646年，斯拉夫人掠夺者在亚得里亚海的西蓬托登陆，由于此时两位摄政王均不在，艾尤夫一世亲自率领着他的部队抗击侵略者，然而他的马掉进了斯拉夫人在他的营地附近挖好的坑中，使得他在被包围后杀害。拉多尔德在得知此事后率军击退了入侵当地的斯拉夫人，他的爵位被拉多尔德继承。